# Parque del Puerto Olímpico
El parque del Puerto Olímpico (en catalán: Parc del Port Olímpic) se encuentra en el distrito de Sant Martí de Barcelona. Fue creado en 1992 con un proyecto de Martorell-Bohigas-Mackay-Puigdomènech.

## Descripción

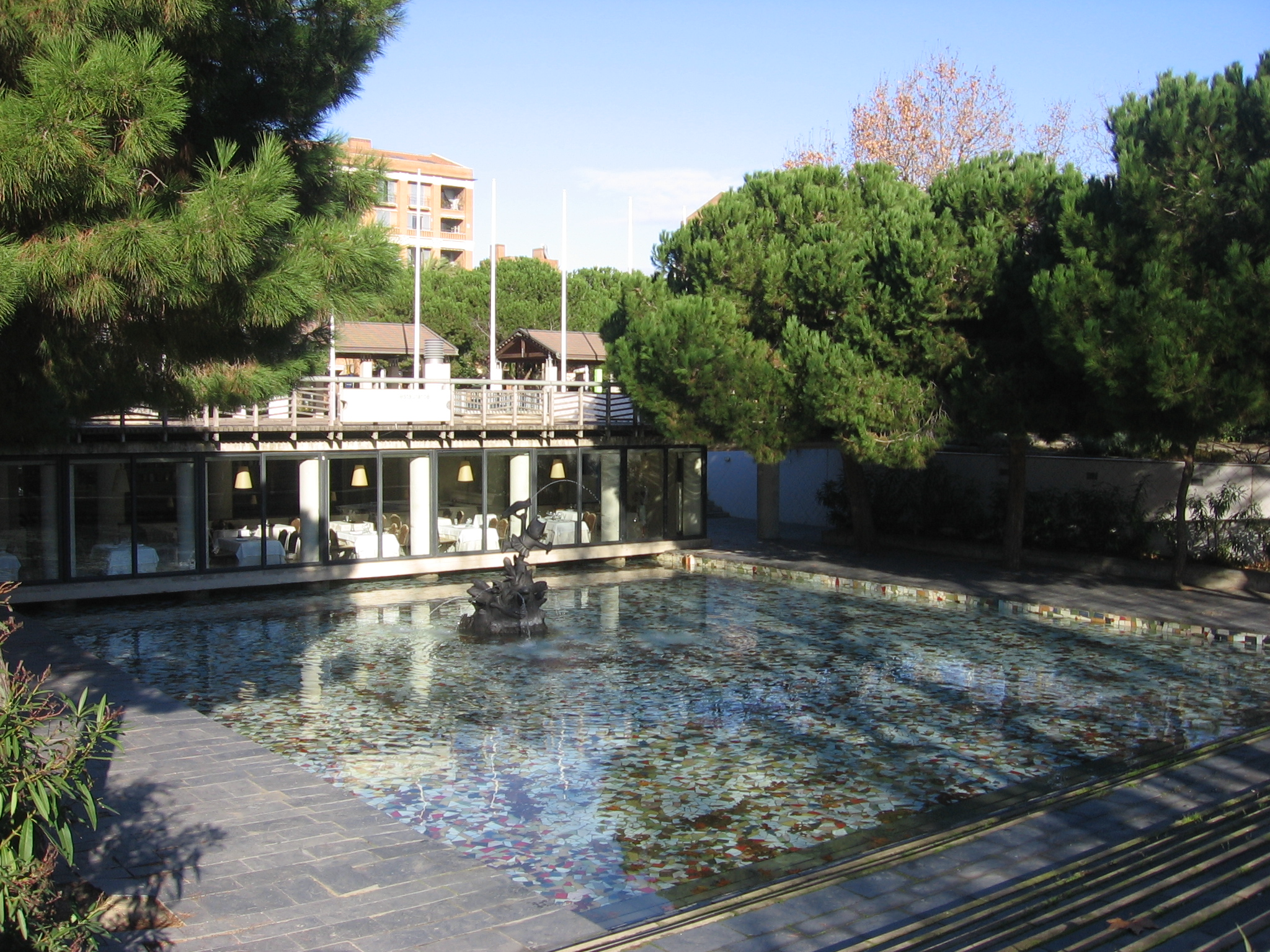
Estanque de Cobi.

Este parque procede de la renovación urbanística realizada en la fachada litoral con motivo de los Juegos Olímpicos de 1992, en unos terrenos anteriormente de uso industrial. Junto a este se crearon también los parques del Carlos I, de la Nueva Icaria, de las Cascadas y del Poblenou. Está situado en plena Villa Olímpica, al lado del Puerto Olímpico de Barcelona. El trazado del parque es eminentemente urbano, situado en un rectángulo de forma irregular. En su entrada por la plaza de los Voluntarios se sitúa la escultura Marc (1997), de Robert Llimós, dedicada a su hijo fallecido en accidente. Se abre a continuación un largo paseo de sablón bordeado por las astas que sostuvieron las banderas de todos los países participantes en los Juegos Olímpicos. A su lado hay unos portales a modo de pérgola con macetas de terracota y áreas de juegos infantiles. Posteriormente se sitúa una zona de césped, donde se halla el monumento a la Conmemoración de la inauguración de la Villa Olímpica, compuesto de una placa recordatoria y dos planchas de acero con forma de velas de barco. A su lado hay un restaurante con un estanque que aloja una escultura de Cobi, la mascota de los Juegos Olímpicos, diseñada por Javier Mariscal. Es esta la zona con más vegetación, donde destacan unos algarrobos trasplantados de un algarrobal tarraconense, así como un largo banco de trencadís de formas ondulantes. Se cierra el parque con la calle Arquitecte Sert, al otro lado de la cual se sitúa el Parque de la Nueva Icaria.

## Vegetación
Entre las especies presentes en el parque se hallan: el algarrobo (Ceratonia siliqua), el pino carrasco (Pinus halepensis), el pino piñonero (Pinus pinea), el ombú (Phytolacca dioica), la tipuana (Tipuana tipu), el plátano (Platanus x hispanica), la palmera datilera (Phoenix dactylifera), la palmera de Canarias (Phoenix canariensis), el palmito (Chamaerops humilis), el pitósporo (Pittosporum tobira), la abelia (Abelia floribunda) y la adelfa (Nerium oleander).